# Quintino Sella
Quintino Sella (ur. 7 lipca 1827 r. w Mosso – zm. 14 marca 1884 r. w Biella) – włoski naukowiec, ekonomista, polityk i mąż stanu. Początkowo zajmował się nauczaniem w Turynie, w 1860 r. wybrano go do piemonckiej Izby Reprezentantów. Był ministrem finansów w rządach Urbano Rattazziego (1862), Alfonsa La Marmory (1864–1866) i Giovanniego Lanzy (1869–1873).
Był zamiłowanym alpinistą i założycielem (23 października 1863 r.) Włoskiego Klubu Alpejskiego (Club Alpino Italiano). Dla uczczenia jego zasług dla rozwoju alpinizmu jego imieniem nazwano kilka schronisk turystycznych w Alpach, m.in. pod Monte Rosa.
Quintino Sella namówił króla Wiktora Emanuela II do wyboru Rzymu na stolicę państwa włoskiego.
Sella został wyróżniony jako członek honorowy Towarzystwa Tatrzańskiego.